# Elecciones parlamentarias de Irlanda del Norte de 2016
Las elecciones parlamentarias de Irlanda del Norte se celebraron el 5 de mayo de 2016 y fueron la quinta convocatoria electoral desde el restablecimiento de la Asamblea de Irlanda del Norte, tras la firma del Acuerdo de Viernes Santo de 1998. Los comicios se celebraron un año después de lo establecido en la Ley de Irlanda del Norte de 1998, las cuales obligaban la convocatoria cada cuatro años, sin embargo la convocatoria de las Elecciones generales del Reino Unido de 2015 provocó el aplazamiento de los comicios en los tres países constituyentes del Reino Unido que cuentan con parlamento propio. Además, a partir de esta fecha se estableció un calendario electoral de cinco años, salvo adelanto electoral.
Las elecciones de 2016 también fueron las primeras tras la prohibición del doble mandato, prohibiendo que alguien sea elegido para la asamblea de Irlanda del Norte pueda ser miembro de la Cámara de los Comunes o el Parlamento irlandés.
El Partido Unionista Democrático ganó las elecciones al conseguir 38 de los 108 escaños en disputa.

## Sistema electoral
En el momento de la elección, la Asamblea de Irlanda del Norte tenía 108 miembros, elegidos por 18 distritos electorales usando el Sistema D'Hondt, una forma de representación proporcional. Cada miembro tiene que describirse oficialmente como "unionista", "nacionalista" o "sin alineación". Hay mecanismos legales para asegurar que el poder sea compartido entre los unionistas y nacionalistas. 
El sistema electoral norirlandés se basa en el "voto personal transferible" con el cual un votante puede elegir a varios candidatos de distintas fuerzas políticas en un orden de preferencias, siendo el elegido en primer lugar el que recibe el voto directo en el recuento. Para acceder a la representación es necesario superar una cuota mínima de votos que se obtiene al dividir el número de votos válidos emitidos entre 7, los candidatos que superen la primera barrera son designados como diputados. En caso de presentarse escaños vacíos tras el primer recuento se realiza otro hasta que cinco candidatos logren superarla, siendo eliminados aquellos que tengan el menor número de votos, los cuales pasan a ser distribuidos entre los que permanecen.
El nombramiento del Ministro Principal de Irlanda del Norte, el Viceministro Principal, y del Presidente de la Asamblea, tiene que recibir el apoyo de una mayoría de ambas comunidades.

## Resultados
|                                     | Partido Unionista Democrático               | 202 567       | 29,2%   | -0,8% | 38 | =  | 35,1% | =     |  |  |
|                                     | Sinn Féin                                   | 166 785       | 24,0%   | -2,9% | 28 | -1 | 25,9% | -0,70 |  |  |
|                                     | Partido Unionista del Ulster                | 87 302        | 12,6%   | -0,6% | 16 | =  | 14,8% | =     |  |  |
|                                     | Partido Socialdemócrata y Laborista         | 83 368        | 12,0%   | -2,2% | 12 | -2 | 11,1% | -1,85 |  |  |
|                                     | Partido de la Alianza de Irlanda del Norte  | 48 447        | 7,0%    | -0,7% | 8  | =  | 7,4%  | =     |  |  |
|                                     | Voz Unionista Tradicional                   | 23 776        | 3,4%    | +1,0% | 1  | =  | 0,9%  | =     |  |  |
|                                     | Independientes                              | 22 650        | 3,3%    | +0,9% | 1  | =  | 0,9%  | =     |  |  |
|                                     | Los Verdes                                  | 18 718        | 2,7%    | +1,8% | 2  | +1 | 1,8%  | +0,93 |  |  |
|                                     | People Before Profit                        | 13 761        | 2,0%    | +1,2% | 2  | +2 | 1,8%  | +1,80 |  |  |
|                                     | Partido de la Independencia del Reino Unido | 10 109        | 1,5%    | +0,8% | 0  | -  | -     | -     |  |  |
|                                     | Progressive Unionist Party                  | 5 955         | 0,9%    | +0,3% | 0  | -  | -     | -     |  |  |
|                                     | Conservadores de Irlanda del Norte          | 2 554         | 0,4%    | N/A   | 0  | -  | -     | -     |  |  |
|                                     | Cannabis Is Safer Than Alcohol              | 2 510         | 0,4%    | N/A   | 0  | -  | -     | -     |  |  |
|                                     | Laborista Alternativo                       | 1 939         | 0,3%    | N/A   | 0  | -  | -     | -     |  |  |
|                                     | Partido Laborista en Irlanda del Norte      | 1 577         | 0,3%    | N/A   | 0  | -  | -     | -     |  |  |
|                                     | Partido de los Trabajadores de Irlanda      | 1 565         | 0,3%    | N/A   | 0  | -  | -     | -     |  |  |
|                                     | Unionistas del Sur de Belfast               | 351           | 0,0%    | N/A   | 0  | -  | -     | -     |  |  |
|                                     | Partido del Cuidado Animal                  | 224           | 0,0%    | N/A   | 0  | -  | -     | -     |  |  |
|                                     | Democracia Primero                          | 124           | 0,0%    | N/A   | 0  | -  | -     | -     |  |  |
|                                     | Irlanda del Norte Primero                   | 32            | 0,0%    | N/A   | 0  | -  | -     | -     |  |  |
| Votantes                            | Votantes                                    | Votantes      | 694.314 |       |    |    |       |       |  |  |
| Participación                       | Participación                               | Participación | 54.9%   |       |    |    |       |       |  |  |
| Fuente: NI Assembly Election Report |                                             |               |         |       |    |    |       |       |  |  |

## Formación de gobierno
El cuarto Gobierno de Irlanda del Norte fue formado con un acuerdo entre las dos fuerzas políticas principales: DUP y Sinn Féinn, además de la colaboración de la diputada unionista independiente Claire Sugden.